# ベリッシモ・フランチェスコ
ベリッシモ・フランチェスコ（BELLISSIMO Francesco、1979年1月3日 - ）は、イタリア・ラツィオ州ローマ県ローマ出身の料理研究家、外国人タレント、俳優、演出家、エッセイスト、実業家、インフルエンサー、YouTuber、空手家（極真会館・和道流）。チェザーノ歩兵学校出身。本名はフランチェスコ・ベリッシモ（Francesco BELLISSIMO）。ベリッシモ・フランチェスコは日本風に姓・名の順に並べ替えた芸名である（ベリッシモが姓、フランチェスコが名）。
ビリオネア代表取締役社長、イタリア料理研究会会長。日本で20年以上、イタリア料理の発展・普及、料理人の育成など、料理を通した社会貢献を行っている。更に、イタリアと日本の文化の架け橋的な役割で活躍、伝統を守りながらも現代の食卓に合うような新しいグローバルスタンダードを目指す。日本各地の食材の素晴らしさや使い方等を世界へ発信。所属は自身が社長を務めるビリオネア。愛称は「ベリさん」、「ベリちゃん（自分で言うこともある）」（*1:#名字の意味に関連情報あり）、「ローマ生まれの匠」、「イタリア料理の巨匠」、又は『世界のみんなに聞いてみた』出演時についた「イタリアの種馬」と呼ばれる。

## プロフィール
1979年1月3日にローマで生まれる。家族の影響で幼い頃から料理に親しむ。ローマのアレッサンドロ・カラヴィラーニ美術学校デザイン専攻卒。ローマ大学哲学部在学中に陸軍へ志願、チェザーノ陸軍歩兵学校卒（主計部付下士官）。2001年に来日。東京YMCA日本語学校卒。日本語弁論大会第一位受賞。

### 芸能活動
料理研究家及びタレントの他に、俳優、演出家、ソムリエデルオリオ(オリーブオイルのソムリエ)、料理評論家、イタリア料理コンサルタント、モチベーション・スピーカー、フード・ライフスタイル・ファッションインフルエンサー、YouTuber、空手家、ファッション誌のモデル、グルメリポーター、エッセイスト、コラムニスト、F1やセリエA解説者等として幅広い分野で活躍している。現在、日本とイタリアの食文化交流を軸に、クッキングショーやテレビ出演、SNS発信、テレビCM、企業やイタリア関連イベントへの参加、講演・トークショーなど幅広く活動。さらに、企業の食品開発・プロデュース、ファッション業界、ASローマとの交流を含むサッカー関連のプロジェクトにも携わっている。
イケおじ料理人・イケオジ料理研究家・イケオジシェフ又は「イケメン料理人・イケメン料理研究家・イケメンシェフ」の代表として取り上げられる事も多い。
さらに、フード・ファッション・ライフスタイルの分野で影響力が高く、企業のプロモーションやマーケティング戦略にも関与している。
イタリアのファッションに詳しく、「おしゃれな料理研究家」、「スタイリッシュなシェフ」としても知られる。複数のテレビ番組では、特技のフットサルや空手の技を披露するなど、スポーツの分野でも注目されている。

### インフルエンサーとして活動
現在、インフルエンサーとしても活動し、世界的なブランドと協力しながら、イタリアおよび日本の食文化やライフスタイルを発信している。特に、食、ファッション、ライフスタイルの分野での影響力が高く、国内外の企業や団体とコラボレーションを行い、プロモーション活動に携わっている。
フードインフルエンサー、ライフスタイルインフルエンサー、ファッションインフルエンサーとしても知られ、イタリアと日本の食材や伝統料理、トレンドを広める活動を行っている。また、洗練されたファッションセンスにも定評があり、数々のブランドとのコラボレーション実績を持つ。
Instagramでは140万人以上のフォロワーを持ち（2025年現在）、YouTubeチャンネル「ベリッシモTV」は約2.3万人の登録者を誇る。これらのSNSを通じて、企業や自治体と連携し、商品や地域の魅力を発信するプロジェクトにも積極的に参加している。

### 社会的責任 & SDGsへの取り組み
ベリッシモ・フランチェスコは、国連の持続可能な開発目標（SDGs）に沿った社会貢献活動に積極的に取り組んでいる。
環境意識を高めるキャンペーンに参加し、持続可能な食文化や食品ロス削減を推進。また、責任ある料理の実践を提唱している。
さらに、子供や高齢者支援にも力を入れ、学校や福祉施設でのボランティア活動を通じて、イタリア料理を文化交流や社会的包摂の手段として広めている。
また、慈善団体やNPOとの協力を行い、食品支援や募金活動にも貢献。影響力を活かして社会問題への意識を高め、持続可能性・教育・福祉の重要性を発信している。その取り組みは、インフルエンサーや起業家としての活動に深みを加え、社会的責任のあるパブリックフィギュアとしての立場を確立している。

### イタリア料理コンサルタント活動
国内外イタリア料理レストランや高級ホテル・リゾートなどの料理及びホールサービスのプロデュースやコンサルティングを務める。

## 名字の意味
イタリア語の形容詞“bello”は「美しい」という意味。形容詞＋“issimo”（「-いっしも」と読む）で最高・最上級の表現が作れる。更に、-o で終わる単語は男性名詞・形容詞。“bellissimo”は強調表現の「とても美しい」「美男」「伊達男」「イケメン」という意味。イタリアで非常に珍しい名字である。

## ベリッシモ料理
幼少の頃より親戚のシェフのもと、カラブリア郷土料理に親しみ共に研究に励んできた。そして芸術を学び、ローマで培った感性を料理に活かしている。
彼のCucina（クチーナ、伊語 で料理の意味）はローマ料理やカラブリア州郷土料理をベースとしたイタリア料理。更に日本やアジア等の様々なアイデアを活かし、マスコミに受けやすい新たな創作イタリアンを作る。日本人の口に合う素材を見たときのインスピレーションから生まれ、二度と同じものは作れないといわれる。
レストランのコンサルティング、企業のレシピ開発、プロデュース等も行っている。

### 古代ローマ及びルネサンス時代の料理を研究
古代ローマ及びルネサンス時代などの食事を復元し、食の特徴を研究している。更に歴史学者のダニエーレ・マクッリャと歴史と料理をテーマに、アメリカ合衆国、中華人民共和国、EU、カナダ、日本等の大学やイタリア文化会館で共同の文化イベントや講演を行っている
。

### イタリア料理研究会
イタリア料理研究会（いたりありょうりけんきゅうかい、Associazione d'Arte Culinaria Italiana in Giappone）は、2005年に設立。イタリアの一流レストランのシェフ、料理人、料理研究家を中心。イタリア料理に関する研究調査、伝統的料理技術の保存、伝承及び研鑚と新たな素材を活用した「イタリア料理の開発・普及」に努め、日本人の食生活向上に寄与することを目的とした研究会。
- 活動内容

現地会員レストランでのイタリア家庭料理教室の開催、日本人シェフを対象としたイタリア家庭料理教室、会員同士の交流・レシピ交換・レシピ開発など、イタリア家庭料理教室の開催、テーブルマナー教室の開催、イタリア食文化交流に関するシンポジウム、講演活動の企画提案（講師、コーディネーター、パネリストの派遣など含む）、クッキングショーなど各種イベント企画提案、イタリアレストランプロデュース、テーブルコーディネート、スタイリング、雑誌・新聞へのレシピ提供・連載企画提案など。

## ベリッシモの講演活動
日本とイタリアの交流を深めるため、イタリア料理は勿論、世界に向けて日本料理も積極的にPRし、より多くの人々にその魅力を知ってもらえるよう努めている。おもてなし、マナー、国際理解教育、食育、ビジネス論、モチベーション、自己啓発、国際問題トークなどをテーマにして、全国にて数多の講演や研修を行う。小学校 - 大学や企業、老若男女が対象。異なった観点からテーマを分析し、違う側面から物事を見ることにより、未来への希望を膨らませる。ユーモアのあるスピーチで観客に新たな喜びと感動を与えていると言われる。

### 講演実績
- 北京大学 [18]
- 東京大学
- 東京国際展示場
- 埼玉県立所沢中央高等学校
- 石川県立金沢二水高等学校
- その他多数

## エピソード
- 『徹子の部屋』に出演した時、作った料理を食べた黒柳徹子を口説いた[19]。
- 『世界が驚いたニッポン! スゴ〜イデスネ!!視察団』に出演した時に、任天堂への想い出を語り、日本の『テレビゲーム』の素晴らしさを伝えた。[20]
- 『友だち+プラス』に出演した時に『業界のトップ』の料理研究家として紹介される[21]。
- 料理を始めたきっかけは、「女の子にモテたいから」。女の子を誘うために「ボクのおいしい手料理を食べに来ない？」という決めゼリフを使った[22]。
- ASローマファンである。ローマにいる時、ASローマ戦を観戦しており、選手との交流もある。
- 「先生の作っているペペロンチーノには、なぜニンニクのみじん切りが入ってないの？」という質問に対して「あまりニンニクがききすぎたら、お食事の後に思いっきりキスができないでしょう？」と答えた[23]。
- 「人気料理研究家になって良かったことは？」という質問に対して「いつでもイタリア料理が食べられ、素敵な女性に出会えること」と答えた[24]。
- 講談社「GLAMOROUS」（グラマラス）『グラ男®2009年』（「グラっとくる色気のある男性」「セクシーな魅力が強い男性」）の一人である[25]。
- 「好きな料理は、誰のために作っているかで、好きか嫌いか決まりますね。そういう意味では、好きな料理は好きな女性のために作っている料理、かな」と語った[26]。
- 秋田美人について「デザインを学んだ者の目で見ると、顔がきれいなだけでなく、スタイルもいい。イタリアのファッションが合いそうと思う。それに肌の質がいいので、年齢が高くなっても上品な感じを保っていますね。」と言った。
- 進藤晶子に対し「男性は女性に、女性は男性につくる。それでまた味は変わるんです。」と語った。
- 一条ゆかりに対し「味だけじゃなくて、ムードとか、テーブルマナーとか…女性とどんな風に食べたかも大切。すべて含めて愛の記憶になる。」と語っている[27]。
- 別所哲也に語ったところによると「祖母のトマトソースの味をまだ超えられない」とのこと[28]。
- イケメンと呼ばれることに対しては「ビジネス面ではメリットがあるかもしれないが、自分では特にうれしいとは感じない」という[29]。
- テレビ番組での共演がきっかけで元サッカー日本代表の武田修宏と仲が良い。街で二人で遊ぶ姿が目撃されている。同じようにして、外国人の似たもの同士仲間としてブラジル人タレントのオジエル・ノザキとも仲が良い。
- イタリアのスーツを着こなせるようにずっと懸垂やウエイトトレーニングを続けている。
- 子供の頃から『北斗の拳』のファンである。番組内で北斗神拳や南斗聖拳などのネタを披露することもある。世界くらべてみたらでは、それが原因(？)で日本人に指を指されると爆発すると思っていたと話していた。
- 「日本で一番有名なイタリア人は誰？」という調査で、ジョルジョ・アルマーニの次に、2位となった事がある。

## データ
- 血液型: A
- 身長: 183cm、体重: 83kg
- 体脂肪率: 10%
- 星座: 山羊座
- 干支: 未年
- 趣味: 料理、セリエA (サッカー)、ファッション、読書、絵画、ジム、ゴルフ、ボウリング
- 特技: フットサル、空手、テレビゲーム
- 好きなブランド: ジョルジオ・アルマーニ、エトロ、ドルチェ&ガッバーナ、ロベルト・カバリ、ラマルティーナ、ユニクロ
- 好きなサッカーチーム: サッカーイタリア代表、ASローマ、ブラウブリッツ秋田

## 出演番組
- 検索deゴー! とっておき世界遺産（NHK総合）[30]
- にっぽんアジバト～道の駅で挑戦！新・郷土料理～（NHK総合）[31]
- 世界遺産ドリーム対決!（NHK総合）
- スタジオパークからこんにちは（NHK総合）
- ニュース シブ5時（NHK総合）
- チコちゃんに叱られる!（NHK総合）
- 世界はほしいモノにあふれてる 〜旅するバイヤー極上リスト〜（NHK総合）
- 突撃!アッとホーム（NHK総合）
- こんにちはいっと6けん（NHK総合）[32]
- キッチンが走る!（NHK総合）
- 歌うコンシェルジュ（NHK総合）
- Train Cruise (NHKワールドTV)
- NHK WORLD TV『J-Arena』(NHKワールドTV)
- 発見！体感！川紀行（NHK BSプレミアム）
- 追跡者 ザ・プロファイラー（NHK BSプレミアム）
- ワンセグランチボックス楽ごはん（NHK教育、ワンセグ2）[33]
- 女子力アップ塾（NHK教育）
- NHK高校講座（NHK教育）
- イタリア 7つの輝き （NHK BShi）
- もうすぐ山梨のおひる（NHK甲府放送局）[34]
- NHK外国語講座 イタリア語講座（NHK教育）
- ららら♪クラシック（NHK Eテレ）
- ごちそんぐDJ（NHK Eテレ）
- NHK短歌（NHK Eテレ）[35]
- 晴れ、ときどきファーム！ （NHK BSプレミアム）
- 金とく（NHK名古屋放送局）
- 森田一義アワー 笑っていいとも!（フジテレビ）
- ノンストップ!「麺'sイタリアン」（フジテレビ）[36][37]
- ノンストップ!「MEN'sイタリアン」（フジテレビ）
- ハンサムキッチン（フジテレビ）
- はねるのトびら（フジテレビ）
- 水の国ニッポンIII〜水と寄り添う日本人〜（フジテレビ）
- 世界を魅了する日本代表！カミワザJAPAN（フジテレビ）
- B.C.ビューティー・コロシアム（フジテレビ）
- 世界行ってみたらホントはこんなトコだった!?（フジテレビ）
- 情報プレゼンター とくダネ!（フジテレビ）
- ライオンのごきげんよう（フジテレビ）
- とくダネ!特捜プレミアム（フジテレビ）
- ネプリーグ（フジテレビ）
- 知りたがり!（フジテレビ）
- 奇跡体験!アンビリバボー（フジテレビ）
- カイジGAME1（フジテレビ）
- 男おばさん（フジテレビ）
- 恋する陪審員（フジテレビ）
- でんじろう VS 世界の科学者！（フジテレビ）
- チャンネルΣ（フジテレビ）
- やっぱりタダが好き（フジテレビ）
- run for money 逃走中（フジテレビ）
- 1Hセンス（フジテレビ）[38]
- まる生プレゼンツ 夜のチヨパン（フジテレビ）
- 医者の目を盗んで食べたい料理（フジテレビ）
- サイレントロワイヤル（フジテレビ）
- 土曜RISE!「チャンハウス」（フジテレビ）
- 恋愛総選挙（フジテレビ）
- 情報エンタメLIVE ジャーナる!（フジテレビ・関西テレビ）
- たかじん胸いっぱい（関西テレビ）
- 平成教育学院☆放課後（BSフジ）
- Beポンキッキ（BSフジ）
- わがまま!気まま!旅気分（BSフジ）
- 粋男流儀・遊びの美学（BSフジ）
- 極皿〜食の因数分解（BSフジ）[39]
- がっこ茶っこTV（秋田テレビ）[40]
- jumpin'（秋田テレビ）[41]
- 秋田びじん秋田びなん（秋田テレビ）
- おかずクラブの由利本荘まるごとレシピ（秋田テレビ）
- うどんTV（秋田テレビ）
- ブラウブリッツ秋田実況生中継（秋田テレビ）
- ベリッシモ＆ジャアバーボンズ. とってもベリッツノ！（高知さんさんテレビ）[42]
- ニッポンを釣りたい!（テレビ新広島）
- サンデースクランブル（テレビ朝日）
- 世界が驚いたニッポン! スゴ〜イデスネ!!視察団（テレビ朝日）[43]
- もしものシミュレーションバラエティー お試しかっ!（テレビ朝日）
- 国民1万人がガチで投票 冷凍食品総選挙（テレビ朝日）
- 日本人と外国人で比べてみた！好きな麺チェーン店ランキング（テレビ朝日）[44]
- 徹子の部屋（テレビ朝日）
- お願い!ランキング（テレビ朝日）
- スーパーJチャンネル（テレビ朝日）
- やじうまテレビ!（テレビ朝日）
- ワイド!スクランブル（テレビ朝日）
- 笑顔がごちそう ウチゴハン（テレビ朝日）
- 緊急!世界サミットたけしJAPAN2（テレビ朝日）
- かまいガチ（テレビ朝日）
- これぞ!ニッポン流!（テレビ朝日）
- ポルポ（テレビ朝日）
- 決定!これが日本のベスト100全国一斉○○テスト（テレビ朝日）
- 飛び出せ！ワールドモニター 〜今 日本人に伝えたいこと〜 （テレビ朝日）
- 世界[秘]オモシロCMサミット（テレビ朝日）
- 土井善晴の美食探訪 (BS朝日) [45]
- エコの作法 〜明日の美しい生き方へ〜 （BS朝日）[46]
- ザキ山小屋（朝日放送テレビ）
- おはスタ（テレビ東京）セバスチャン役
- レディス4（テレビ東京）
- ものスタMOVE（テレビ東京）
- 日本一乱暴な相談バラエティ 相談バカ一代 （テレビ東京）
- たべコレ（テレビ東京）
- 朝はビタミン!（テレビ東京）[47]
- 土曜スペシャル（テレビ東京）[48]
- 池上彰の世界を見に行く!（テレビ東京）
- 開運!なんでも鑑定団（テレビ東京） [49]
- ポケモン☆サンデー（テレビ東京）
- ポチっと発明 ピカちんキット（テレビ東京）
- 所さん&おすぎの偉大なるトホホ人物伝（テレビ東京）
- 世界の一皿（テレビ東京）
- 7スタBratch!（テレビ東京）
- 7スタLIVE（テレビ東京）
- 今夜もドル箱（テレビ東京）
- FOOT×BRAIN（テレビ東京）
- THEカラオケ★バトル（テレビ東京）
- 野菜を愉しむ 畑レストラン（テレビ東京）[50][51]
- ネプ&イモトの世界番付（日本テレビ）
- 解決!ナイナイアンサー（日本テレビ）
- ジェネジャン（日本テレビ）
- しか〜も!!（日本テレビ）
- DON!（日本テレビ）
- ZIP!（日本テレビ）
- 人生が変わる1分間の深イイ話（日本テレビ）
- ザ!世界仰天ニュース（日本テレビ）
- 有吉反省会（日本テレビ）
- 行列のできる法律相談所（日本テレビ）
- 踊る!さんま御殿!!（日本テレビ）
- キューピッドは芸能人 タカトシのラブカ〜恋が生まれる運命のカード〜（日本テレビ）
- ナカイの窓（日本テレビ）
- ウーマン・オン・ザ・プラネット（日本テレビ）
- ダウンタウンDX（日本テレビ）
- 誰だって波瀾爆笑（日本テレビ）
- 新進気鋭（日本テレビ）
- サタデーバリューフィーバー「世界!カルチャーサミット」（日本テレビ）
- 有賀さつきのテレビの悪口（BS日テレ）
- ワナゴナ（TBS・BS-i）
- 王様のブランチ (TBS)[52][53]
- マツコの知らない世界 (TBS)
- 人生最高レストラン (TBS)
- ぴったんこカン・カン (TBS)
- さんまのSUPERからくりTV (TBS)
- 伊東四朗の！超うまいすし・丼・ラーメン！ (TBS)
- 世界くらべてみたら (TBS) [54]
- 世界のみんなに聞いてみた (TBS)
- 内村とザワつく夜 (TBS)
- はなまるマーケット (TBS)
- あさチャン! (TBS)
- とっておき日本 (TBS)
- ひるおび! (TBS)
- 日立 世界・ふしぎ発見! (TBS)
- 白熱ライブ ビビット (TBS)
- 今、この顔がスゴい! (TBS)
- 友だち+プラス (TBS)
- ホムカミ〜ニッポン大好き外国人 世界の村に里帰り〜 (TBS)
- 暮らしのレシピ (TBS)
- 世界の匠が“技術”で激突 決戦！タイガー＆ドラゴン (TBS)
- デジタル☆一番星（BS-TBS）
- 知っとこ!（毎日放送）
- シャキット！ (千葉テレビ放送)
- anna kitchen (読売テレビ)
- 草彅やすもとの うさぎとかめ (読売テレビ)
- 幸せの黄色い仔犬（中京テレビ放送）
- 5時に夢中!（TOKYO MX)
- ベリッシモのおいしい料理超特急 (TOKYO MX)
- 日曜はカラフル!! (TOKYO MX)
- バラいろダンディ (TOKYO MX)
- 午後キュン（サンテレビジョン）
- シュフのオススメ! （山形放送）
- 炎de料理ショー（長野朝日放送）
- 鹿児島☆旬の食材料理対決！（鹿児島讀賣テレビ）
- 究極の愛顔(えがお)グルメをつくれ！（南海放送）
- QUEEN'S PAD（日本BS放送）
- アニメ女子 おうちカフェ部（アニメシアターX）
- 創造!ニッポンの元気（TwellV）
- 順番待ちの料理教室（LaLa TV）
- モテるの法則（エンタメ〜テレ）
- 男子食堂TV（Ustream）
- AbemaPrime（AbemaTV）[55]
- バラエティ開拓バラエティ 日村がゆく（AbemaTV）
- デリ飯[56]（AbemaTV）
- 買えるバトルクラブ（AbemaTV）
- 大橋彩香の「わたくしごとですが・・・」(学研TV)[57]
- AKB48 ネ申テレビ（ファミリー劇場）
- ノブコブ吉村のラブヶ原〜世紀の合コン大合戦〜（BSよしもと）

ほか多数

### 海外番組
- Detto fatto （Rai 2）[58][59]

## ドラマ
- 「きょうは会社休みます。」（2014年 日本テレビ）イタリア人シェフ 役
- 「これは経費で落ちません!」（2019年 NHK総合）イタリア人シェフ 役
- 「いだてん〜東京オリムピック噺〜」（2019年 NHK総合）イタリア人シェフ 役
- 「潜水艦カッペリーニ号の冒険」 新春ドラマスペシャル （2022年1月3日、フジテレビ） - シモーネ 役[60][61]

## 主な連載作品
- 「Roma君」(日本放送出版協会、NHKイタリア語講座)
- 「彼に食べてもらう手料理を極める！「LOVE DISHつくっCIAO!」(角川春樹事務所 BLENDA)

### 海外
- 「ベリッシモ・フランチェスコの美味しいレシピのお話」Q Magazine（Q Publishing, Inc. アメリカ合衆国）

## 雑誌
- リンクタイズ株式会社 Forbes JAPAN[62]
- 新潮社 週刊新潮
- 女子栄養大学 栄養と料理
- 扶桑社 AMARENA
- 扶桑社 ESSE
- 扶桑社 SPA!
- アスキー・メディアワークス 週刊アスキー
- 小学館 CanCam
- 小学館 Precious
- 小学館 女性セブン
- 小学館 美的
- 主婦の友社 S Cawaii!
- 主婦の友社 赤ちゃんが欲しい
- 主婦と生活社 ビストロ男子
- 主婦と生活社 週刊女性
- マガジンハウス an・an
- 廣済堂出版 わたしの教室
- 光文社 Brio
- 光文社 VERY
- 光文社 美Story
- 光文社 美スト
- 光文社 CLASSY.
- 光文社 Gainer
- 光文社 女性自身
- ベネッセコーポレーション はんど＆はあと
- 集英社 コーラス
- 集英社 MEN'S NON-NO[63]
- オレンジページ オレンジページ
- オレンジページ 食べようび
- 角川春樹事務所 美人百花
- KADOKAWA ザテレビジョン[64]
- 日本放送出版協会 NHKイタリア語講座
- 講談社 STYLE
- 講談社 GLAMOROUS
- 講談社 ViVi
- 講談社 FRaU
- 徳間書店 ATTIVA
- 新潮社 週刊新潮
- 家の光協会 家の光
- 美研インターナショナル ROSALBA
- マガジンハウス Tarzan
- 阪急コミュニケーションズ Pen
- 学研パブリッシング FYTTE
- 学研パブリッシング GetNavi
- 幻冬舎 GINGER
- ベストセラーズ 男子食堂
- ぶんか社 本当にあった笑える話Pinky
- ぶんか社 本当にあった女性ドラマ
- 銀座百店会　銀座百点
- 日経BP 日経トレンディ
- ハースト婦人画報社 ELLE Girl
- ハースト婦人画報社 エル・ア・ターブル
- ハースト婦人画報社 MEN'S CLUB
- ハースト婦人画報社 COSMOPOLITAN [65]
- JTBパブリッシング るるぶ
- セブン&アイ・ホールディングス Saita
- トランスメディア株式会社 GLITTER
- 青春出版社 BIGTOMORROW
- 祥伝社 からだにいいこと

## CM
- AEON トップバリュ ビジネススーツ（2014年3月 - 2014年5月）
- AEON トップバリュ ITALIAN FABRIC SUIT（2014年9月 - 2014年11月）
- 世田谷自然食品『十六種類の野菜』(2018年12月 -2024年4月 ）
- UHA味覚糖 コロッケのまんま (2019年2月 - 2019年4月)
- ケラノバ 素材まるごとグラノラ 脂質70%オフ (2024年4月 - )

## 動画共有
- PASTA DE COOKING 日本パスタ協会 [66]
- ほぼプロレストラン　イタリア人が認めるイタリアンレストランを作れ。マイナビ [67]
- ゲーム飯　OPENREC.tv CyberZ

## ラジオ
- J-WAVE GOLD RUSH
- J-WAVE WORLD AIR CURRENT（2013年5月4日）[68]
- NHKラジオ第1放送 ちきゅうラジオ　ゲスト（2018年10月5日、2019年4月21日、2022年2月13日、2024年1月27日、2024年12月22日）
- NHKラジオ第1放送 らじるラボ　ゲスト（2022年9月13日）[69]
- 文化放送 おとなりさん　ゲスト（2024年3月4日）[70]

## 著書
- 『純正橄欖油料理 經典義大利美食100道』（台視文化、2015/3）OCLC 909245594
- 『ベリッシモなおモテめし イタリア式恋の食事法 Tecniche di cucina italiana per avere successo in amore』（主婦と生活社、2014/11）ISBN 978-4-391-14606-6
- 『ビジネスパーソンの誘う技術 Tecniche di comunicazione e relazione interpersonale per uomini d'affari』（ダイヤモンド社、2014/04）ISBN 978-4-478-02631-1
- 『义大利帅哥主厨到你家 : 橄榄油健康料理, 5分钟YAMI上菜』（台视文化事业股份有限公司、2013/10）ISBN 978-986-343-003-2
- 『イタリアンの基本とおいしさのコツ オリーブオイルの香味レシピ』（日東書院本社、2012/01）ISBN 978-4-528-01505-0
- 『ベリッシモとお料理デート おうちでイタリアごはん』（ぶんか社、2010/07）ISBN 978-4-8211-4294-1
- 『そのまんまオーブン料理』（主婦の友社、2009/12）ISBN 978-4-07-269133-5
- 『NHKキッチンが走る！一流料理人の簡単！ごちそうレシピ』（メディアファクトリー、2011/10）ISBN 978-4-8401-4257-1

## 歌手としての活動
- 「G20+ネプ&イモト」名義でSingle CD ボクラノセカイをリリース。(2012/08) ASIN B008B8UQDY

## 受賞歴
- 2012年 スカパー!アワード2012 趣味・実用大賞 [71][72][73]

## 脚註

## 関係事項
- ローマ
- イタリア
- イタリア料理
- オリーブオイルソムリエ
- 武田修宏
- フランチェスコ・トッティ
- ASローマ
- 料理家
- 料理研究家
- 日本放送協会
- 外国人タレント
- 食育
- スローフード
- 森上儀彦